# Elecciones municipales de 2023 en El Hierro
El 28 de mayo de 2023 se celebraron elecciones municipales en los 3 municipios de la isla canaria de El Hierro. Ese día también se celebraron elecciones al Cabildo de El Hierro y al Parlamento de Canarias.

## Resumen de alcaldías
| Municipio   | Con | 2023                      |
| ----------- | --- | ------------------------- |
| Valverde    | 11  | Carlos Brito (AH-AHI)     |
| La Frontera | 11  | Pablo Rodríguez (AHI)     |
| El Pinar    | 9   | Juan Miguel Padrón (PSOE) |

## El Pinar de El Hierro
|                                    | Candidatura | Candidatura                              | Votos | %                               | Concejales                      |
| ---------------------------------- | ----------- | ---------------------------------------- | ----- | ------------------------------- | ------------------------------- |
| El Pinar de El Hierro 9 concejales |             | Partido Socialista Obrero Español (PSOE) | 558   | 52,19                           | 5                               |
| El Pinar de El Hierro 9 concejales |             | Partido Popular (PP)                     | 207   | 19,36                           | 2                               |
| El Pinar de El Hierro 9 concejales |             | Asamblea Herreña (ASAMBLEA HERREÑA)      | 171   | 15,99                           | 1                               |
| El Pinar de El Hierro 9 concejales |             | Agrupación Herreña Independiente (AHI)   | 120   | 11,22                           | 1                               |
| El Pinar de El Hierro 9 concejales | En blanco   | En blanco                                | 13    | 1,21                            |                                 |
| El Pinar de El Hierro 9 concejales | Votos nulos | Votos nulos                              | 31    | Participación: \| \| 69,88 % \| | Participación: \| \| 69,88 % \| |
| El Pinar de El Hierro 9 concejales | Votantes    | Votantes                                 | 1 100 | Participación: \| \| 69,88 % \| | Participación: \| \| 69,88 % \| |
|                                    | 69,88 %     |                                          |       |                                 |                                 |

## La Frontera
|                           | Candidatura | Candidatura                              | Votos | %                               | Concejales                      |
| ------------------------- | ----------- | ---------------------------------------- | ----- | ------------------------------- | ------------------------------- |
| La Frontera 11 concejales |             | Agrupación Herreña Independiente (AHI)   | 1 021 | 46,38                           | 6                               |
| La Frontera 11 concejales |             | Partido Socialista Obrero Español (PSOE) | 497   | 22,58                           | 2                               |
| La Frontera 11 concejales |             | Partido Popular (PP)                     | 377   | 17,12                           | 2                               |
| La Frontera 11 concejales |             | Asamblea Herreña (ASAMBLEA HERREÑA)      | 233   | 10,58                           | 1                               |
| La Frontera 11 concejales |             | Tercera Edad en Acción (3e)              | 29    | 1,31                            |                                 |
| La Frontera 11 concejales |             | Vox (VOX)                                | 19    | 0,86                            |                                 |
| La Frontera 11 concejales | En blanco   | En blanco                                | 25    | 1,13                            |                                 |
| La Frontera 11 concejales | Votos nulos | Votos nulos                              | 54    | Participación: \| \| 69,55 % \| | Participación: \| \| 69,55 % \| |
| La Frontera 11 concejales | Votantes    | Votantes                                 | 2 255 | Participación: \| \| 69,55 % \| | Participación: \| \| 69,55 % \| |
|                           | 69,55 %     |                                          |       |                                 |                                 |

## Valverde
|                          | Candidatura | Candidatura                              | Votos | %                               | Concejales                      |
| ------------------------ | ----------- | ---------------------------------------- | ----- | ------------------------------- | ------------------------------- |
| Valverde 13 concejales 2 |             | Asamblea Herreña (ASAMBLEA HERREÑA)      | 1 120 | 40,78                           | 6                               |
| Valverde 13 concejales 2 |             | Partido Socialista Obrero Español (PSOE) | 658   | 23,96                           | 3                               |
| Valverde 13 concejales 2 |             | Agrupación Herreña Independiente (AHI)   | 506   | 18,42                           | 2                               |
| Valverde 13 concejales 2 |             | Partido Popular (PP)                     | 377   | 13,72                           | 2                               |
| Valverde 13 concejales 2 |             | Vox (VOX)                                | 30    | 1,09                            |                                 |
| Valverde 13 concejales 2 | En blanco   | En blanco                                | 55    | 2,00                            |                                 |
| Valverde 13 concejales 2 | Votos nulos | Votos nulos                              | 77    | Participación: \| \| 69,49 % \| | Participación: \| \| 69,49 % \| |
| Valverde 13 concejales 2 | Votantes    | Votantes                                 | 2 823 | Participación: \| \| 69,49 % \| | Participación: \| \| 69,49 % \| |
|                          | 69,49 %     |                                          |       |                                 |                                 |